# Косыл
Косыл — река в России, протекает в основном в Кудымкарском районе Пермского края (исток и первые несколько сот метров — в Юрлинском районе). Устье реки находится в 99 км по правому берегу реки Велва. Длина реки составляет 16 км.
Исток реки в лесах Верхнекамской возвышенности близ границы Юрлинского и Кудымкарского районов в 8 км к северо-западу от деревни Мелехина. Исток находится на водоразделе Иньвы и Косы, рядом берёт начало река Сюрол. Река течёт сначала на юго-запад, затем поворачивает на юг. Притоки — Почашор, Асылвож (оба — левые). Верхнее течение проходит по лесному массиву, нижнее — по безлесой местности, где на берегах реки стоят деревни Сизева, Патрукова, Петухова. Ниже последней впадает в Велву выше села Ошиб.

## Данные водного реестра
По данным государственного водного реестра России относится к Камскому бассейновому округу, водохозяйственный участок реки — Кама от города Березники до Камского гидроузла, без реки Косьва (от истока до Широковского гидроузла), Чусовая и Сылва, речной подбассейн реки — бассейны притоков Камы до впадения Белой. Речной бассейн реки — Кама.
По данным геоинформационной системы водохозяйственного районирования территории РФ, подготовленной Федеральным агентством водных ресурсов:
- Код водного объекта в государственном водном реестре — 10010100912111100008199
- Код по гидрологической изученности (ГИ) — 111100819
- Код бассейна — 10.01.01.009
- Номер тома по ГИ — 11
- Выпуск по ГИ — 1